# We're No Angels (1989)
We're No Angels is een Amerikaanse misdaad-komediefilm uit 1989 onder regie van Neil Jordan.

## Verhaal
De ontsnapte gevangenen Ned en Jim vluchten een kerk binnen. Ze worden beschouwd als twee priesters en lijken niet meer weg te kunnen. Ze willen naar Canada, maar dat lijkt ver weg als hun oude vriend Bobby opduikt. De twee rekenen op hulp van Molly.

## Rolverdeling
| Acteur         | Personage    |
| -------------- | ------------ |
| Robert De Niro | Ned          |
| Sean Penn      | Jim          |
| James Russo    | Bobby        |
| John C. Reilly | Jonge monnik |
| Demi Moore     | Molly        |
| Ray McAnally   | Wachter      |